# Mary Lou McDonald
Mary Louise McDonald (Dublín, 1 de mayo de 1969) es una política irlandesa, presidenta del Sinn Féin desde el 10 de febrero de 2018, sustituyendo a Gerry Adams. Ha sido una Teachta Dála desde 2011. Previamente ha servido como eurodiputada en el Parlamento Europeo entre 2004 y 2009, y  vicepresidenta del Sinn Féin bajo el liderazgo de Gerry Adams desde 2009 hasta 2018.

## Biografía
Dublinesa de nacimiento, McDonald fue educada en Notre Dame Des Missions en Churchtown; en el Trinity College, Dublín; en la Universidad de Limerick y en la Dublin City University, estudiando Literatura Inglesa, Estudios de Integración Europea y Gestión de Recursos Humanos. Su carrera incluye diversos cargos, como asesora en el Irish Productivity Centre, investigadora en el Instituto de Asuntos Europeos e instructora en el Partnership Unit of Educational and Training Services Trust.
Originalmente fue miembro del partido Fianna Fáil, aunque lo abandonó en 1999. Durante esta etapa sirvió como vicesecretaria del Congreso Nacional Irlandés.

## Dáil Éireann
McDonald se presentó sin éxito a la circunscripción de Dublín Oriental por el Sinn Féin en las elecciones generales de 2002, logrando un 8,02 % de los votos. Tampoco tuvo éxito en su candidatura a la circunscripción de Dublín Central en las elecciones generales de 2007.
Se presentó de nuevo a la circunscripción de Dublín Central en las elecciones generales de 2011, esta vez consiguiendo el 13,1 % de los votos y acta de Dáil Éireann. Fue reelegida en las elecciones generales de 2016 logrando el primer puesto en la circunscripción de Dublín Central. Es miembro del Public Accounts Committee.
En noviembre de 2014, McDonald rehusó abandonar su puesto de Dáil a pesar de que fue suspendida en una votación, después de cuestionar repetidamente a la Tánaiste Joan Burton sobre las tarifas del agua.

## Parlamento Europeo
En 2004, McDonald fue el primer miembro del Sinn Féin en asumir un escaño de eurodiputada por Irlanda durante las elecciones al Parlamento Europeo de 2004, recibiendo más de 60.000 votos. Fue una de las dos eurodiputadas del Sinn Féin en el Parlamento Europeo, siendo Bairbre de Brún la segunda, representando a Irlanda del Norte. En 2007, fue galardonada con el premio “Eurodiputada del Año” por la revista del Parlamento Europeo destacando su “gran contribución en el campo de políticas de empleo”. Durante su etapa en el cargo, lideró la campaña del Sinn Féin contra el Tratado de Lisboa, que fue rechazado por Irlanda en 2008. McDonald fue miembro del Comité de Empleo y Asuntos Sociales del Parlamento Europeo y del Comité de Libertades Civiles.
Para las elecciones al Parlamento Europeo de 2009, el número de asientos de Dublín en el Parlamento fue reducido de cuatro a tres. McDonald disputó su puesto contra el candidato del Fianna Fáil, Eoin Ryan, y el candidato socialista, Joe Higgins. McDonald perdió el cargo contra Higgins. En 2012, McDonald fue premiada como “Político de la Oposición del Año” por el programa Tonight with Vincent Browne de TV3.

## Actividad política y controversia
Forma parte de la primera línea del Sinn Féin desde 2001 y fue vicepresidenta del partido desde el 22 de febrero de 2009 hasta el 10 de febrero de 2018.  En septiembre de 2003, McDonald fue criticada cuando en un mitin en Dublín homenajeó a Seán Russell, líder del IRA con vínculos con la Alemania Nazi. En junio de 2009, McDonald fue de nuevo criticada cuando, durante su campaña, se vendían recuerdos del IRA. En diciembre de 2015, McDonald apoyó a Thomas “Slab” Murphy, descrito por ella como un “buen republicano”, a pesar de sus nueve procesamientos por evasión de impuestos. Tras las primarias para suceder a Adams como líder del partido el 20 de enero de 2018, McDonald se postuló como la única candidata a ocupar el cargo. Fue confirmada como la líder del partido tras la renuncia de Adams el 10 de febrero de 2018.
Bajo su liderazgo, el Sinn Féin ha adoptado una postura más izquierdista sobre el derecho al aborto, los derechos LGTB y el cambio climático.